# Krishna de Caso
Pour les articles homonymes, voir Caso (homonymie).
Krishna de Caso Navas (née le 18 janvier 1978 à Bogota), est une animatrice de radio et présentatrice de télévision chilienne.

## Biographie
Elle naît comme Krishna Navas de Caso, est fille de Eli de Caso. En 2008, leur nom de famille légalement investir, en restant aussi de Caso Navas.

## Télévision
- 1996 : Dúplex (Canal 2 Rock & Pop) : Animatrice
- 1999-2000 : Buenas tardes Eli (Mega) : Panéliste/Coanimatrice
- 2001-2002 : Buenas tardes Eli (TVN) : Coanimatrice
- 2001: Pase lo que pase (TVN) : Panéliste
- 2003 : Viva la mañana (Canal 13) : Panéliste/Commentatrice
- 2004-2006 : Pasiones (TVN) : Reporter/Panéliste
- 2007 : Fascina TV (Telecanal) : Animatrice
- 2009 : Sólo ellas (Telecanal) : Animatrice
- 2010 : Gigantes con Vivi (Mega) : Invitée
- 2011 : En portada (UCV TV) : Animatrice de remplacement
- 2011-2014 : SQP (Chilevisión) : Panéliste/Commentatrice
- 2012 : La mañana de Chilevisión (Chilevisión) : Animatrice de remplacement
- 2014 : Mujeres primero (La Red) : Elle-même (Invitée, S4 : 1 épisode)
- 2014-2015 : De Caso en Caso (La Red) : Animatrice (avec sa mère Eli de Caso)
- 2015 : Amor a prueba (Mega) : Hôte

## Radio
- Juntos Son Dinamita (FM Tiempo)
- Línea Abierta (Radio Cariño)
- Chile Crece Contigo (Radio Paula)
- Somos La Clave (Radio la Clave)